# Cathédrale Saint-Léonce de Fréjus
La cathédrale Saint-Léonce de Fréjus est une cathédrale catholique située dans le centre historique de Fréjus, dans le département du Var. Elle est classée Monument historique depuis 1862,.
C'est un bâtiment à l'origine médiéval mais résultant de plusieurs époques :
- baptistère paléo-chrétien du Ve siècle (Art mérovingien), entouré d'une salle octogonale à pans coupés avec absidioles ; les huit colonnes d'angle sont de style corinthien (réemploi d'édifice romain) ; ouvrant sur un étage de forme octogonale.
- Vantaux de portes en noyer sculptés datant de 1530 surmontés de fenêtres à croisées.
- Cloître à étages avec charpente en bois du XIVe siècle intercalant de multiples petits panneaux peints par des peintres itinérants.
- Clocher du XIIIe siècle, au-dessus du narthex

La cathédrale faisait partie de la Cité épiscopale de Fréjus.

## Description de la cathédrale

### Intérieur

#### Les nefs
La cathédrale possède deux nefs accolées à la suite de modifications successives pendant des siècles : 
- la nef Notre-Dame — c'est en partie l'ancienne église paléochrétienne romane — possède trois voûtes sur croisées d'ogives.
- la nef Saint-Étienne du XIe siècle et XIIe siècle a six voûtes en berceau. Elle était réservée à l'origine à l'évêque.

#### L'abside
Elle est semi-circulaire voûtée et dans un style dit « cul-de-four ». Elle contient les tombes des évêques Guillaume de Roffiac (1361-1364) et Louis de Bouillac (1385-1405).

#### L'entrée
Le linteau datant du 1er avril 1530, à l'origine de Jacques Durandi, a été restauré au cours du XVIe siècle. Les portes extérieures du XVIe siècle sont surmontées de fenêtres à croisées, avec de remarquables vantaux en bois sculptés Renaissance.

#### Le mobilier
- crucifix en bois XVIe siècle ;

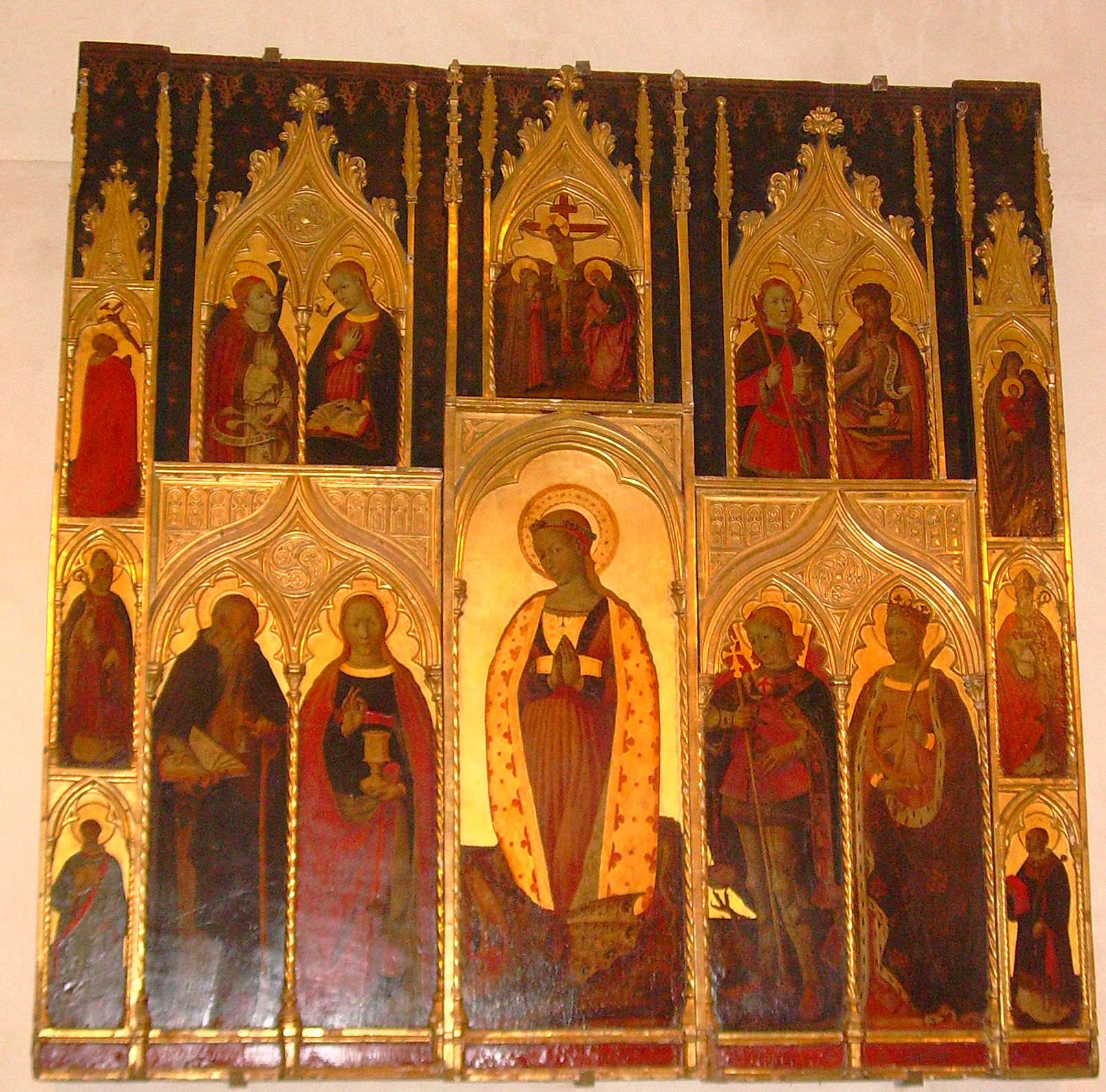
Retable de Jacques Durandi

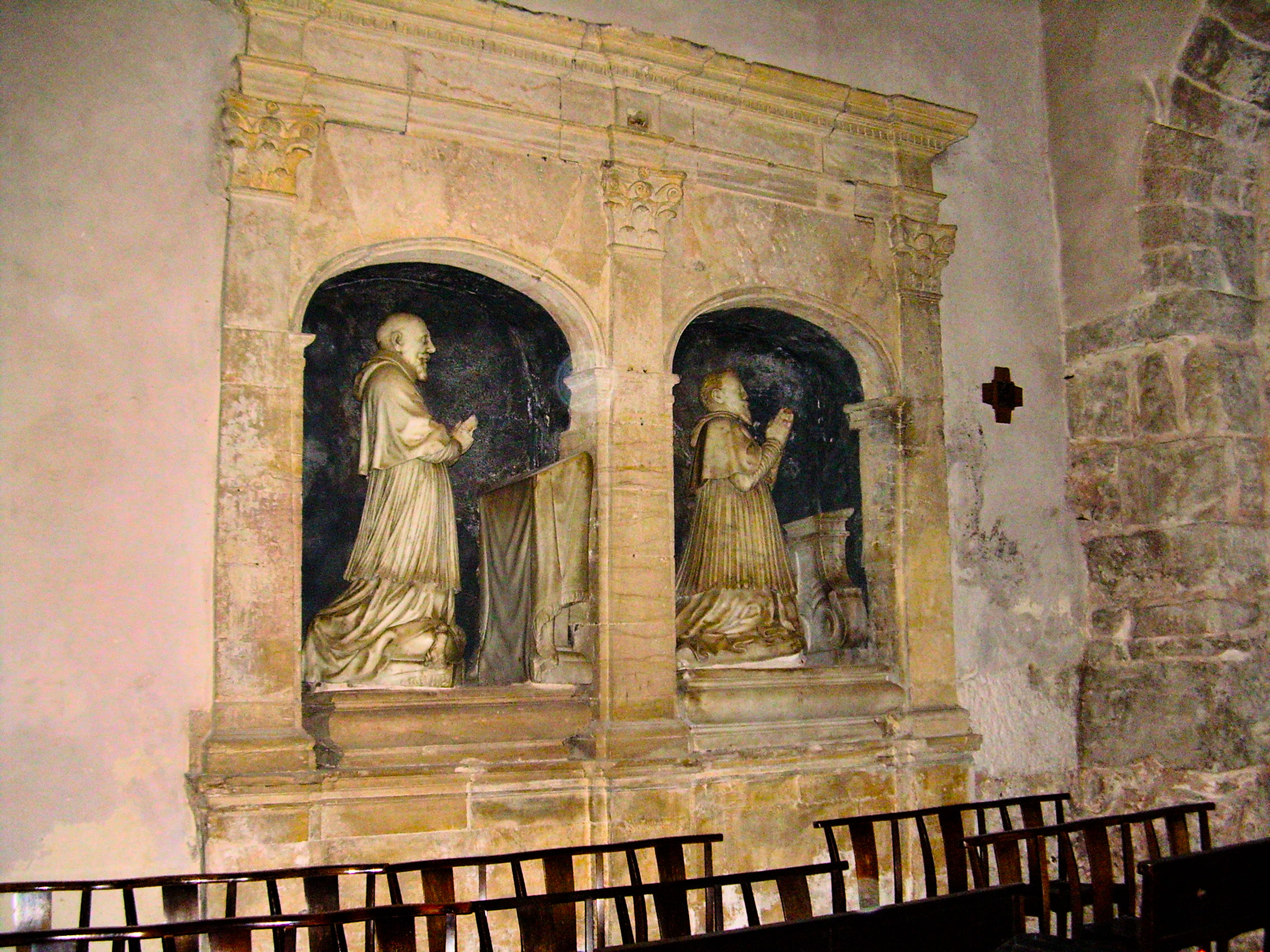
Statues

- retable dédié à Sainte-Marguerite de Jacques Durandi dans une chapelle de la nef Saint-Étienne ;
- statues XVIIe siècle dans le collatéral gauche représentant les évêques de Barthélemy Camelin (1599-1637) et Pierre (1637-1654) ;
- Nativité XVIe siècle dans la nef,
- dans le chœur, belles stalles XVe siècle remaniées XVIIIe siècle (style rayonnant XIVe siècle) en bois sculptés de roses, clochets et de gables.

### Extérieur

#### Le clocher
Au XIIe siècle, un premier clocher-porche se trouvait à l'entrée dans la première travée de la nef Notre-Dame.
Le clocher actuel date du XIIIe siècle. La tour du clocher est divisée en trois parties :
- La toiture de forme conique est décorée de jaune et de vert afin de donner l'illusion de l'or ;
- Elle repose sur une construction octogonale du XVIe siècle ;
- Et enfin le tout repose sur une base carrée plus ancienne au-dessus du narthex du côté du déambulatoire sud.

Il abrite quatre cloches :
- dont une fut donnée par le futur pape Jean XXII, en 1303, et baptisée Saint Léonce, qui après une refonte en 1770, nous est parvenue,
- deux cloches classées au titre des objets mobiliers le 7 octobre 1981 : 
  - cloche de 1445 (suspendue dans le petit campanile accroché au clocher) avec un texte honorant la Vierge Marie « Ave Maria gratia plena Dominus tecum » et décorée de deux Vierges à l’Enfant et d’un saint Léonce[5]
  - et une cloche de 1766[6].

#### Entrée
La porte d'entrée, en noyer, a de très beaux vantaux avec chacun huit panneaux sculptés. 
Les panneaux supérieurs illustrent des scènes de la vie de la Vierge Marie (mariage, Annonciation, Nativité, Assomption) encadrées des représentations de saint Pierre et de saint Paul ; 
Les panneaux inférieurs présentent quatre bustes avec tout un décor de vases, candélabres, pilastres, frises végétales, trophées d’armes et autres motifs caractéristiques du langage ornemental de la Renaissance. Il y a aussi des portraits de personnes voulant figurer sur ce portail, elles payaient pour y apparaître. Leurs noms sont encore inconnus.
A droite du portail, le cadran solaire de 1781, remis en place en 2012, porte l'inscription : « Res sacras cleri Themidis Martisque labores & patrios coetus lumen & umbra regit. » (ombre et lumière règlent les offices du clergé, le travail de Thémis (justice) et de Mars (armes) ainsi que les assemblées des anciens).

## Baptistère
Au sud-ouest de la Cathédrale Saint-Léonce de Fréjus se trouve un baptistère paléochrétien, le plus ancien de France après celui de Poitiers puisqu'il date du Ve siècle et c'est l'un des mieux conservés :
- réemploi de huit colonnes antiques d'angle corinthiennes en provenance sans doute d'un édifice romain.
- la salle est octogonale ainsi que la cuve ou piscine pour le baptême par immersion comme cela se pratiquait à l'époque.
- les pans sont coupés avec des absidioles contenant des sarcophages et statues couchées.
- la coupole est sur piliers

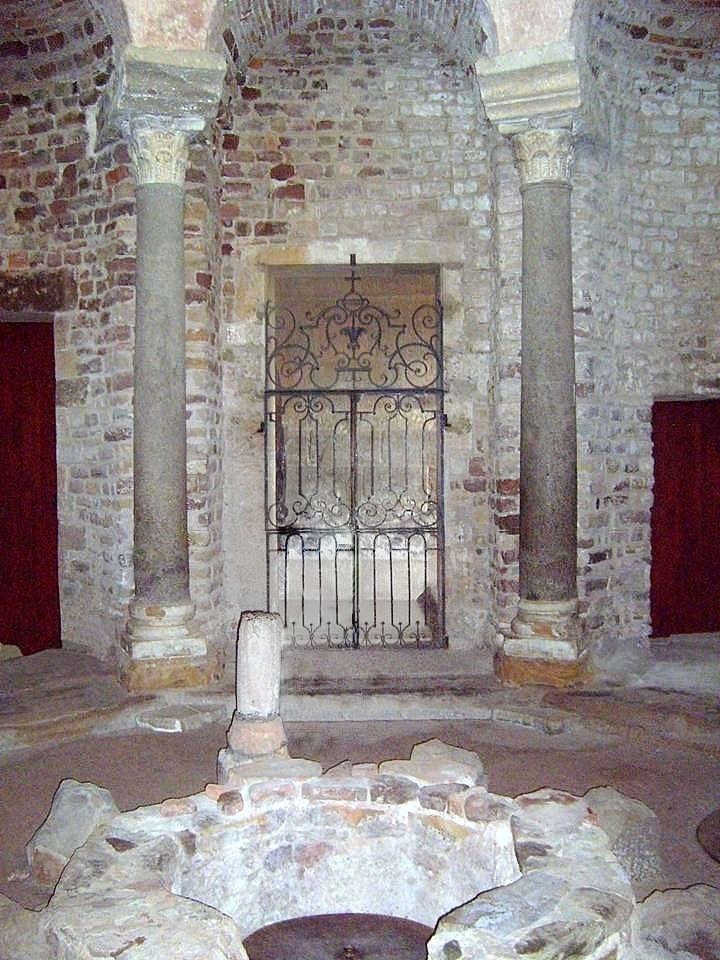
Le baptistère.
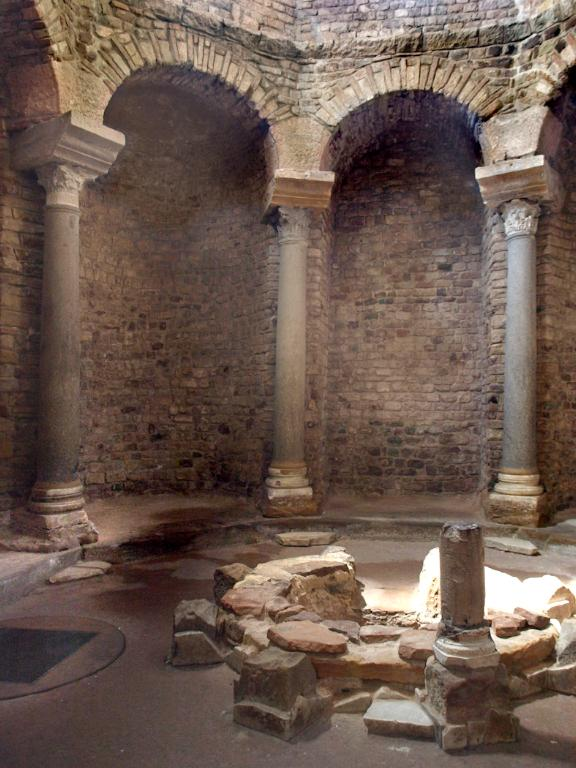
Autre vue du baptistère.
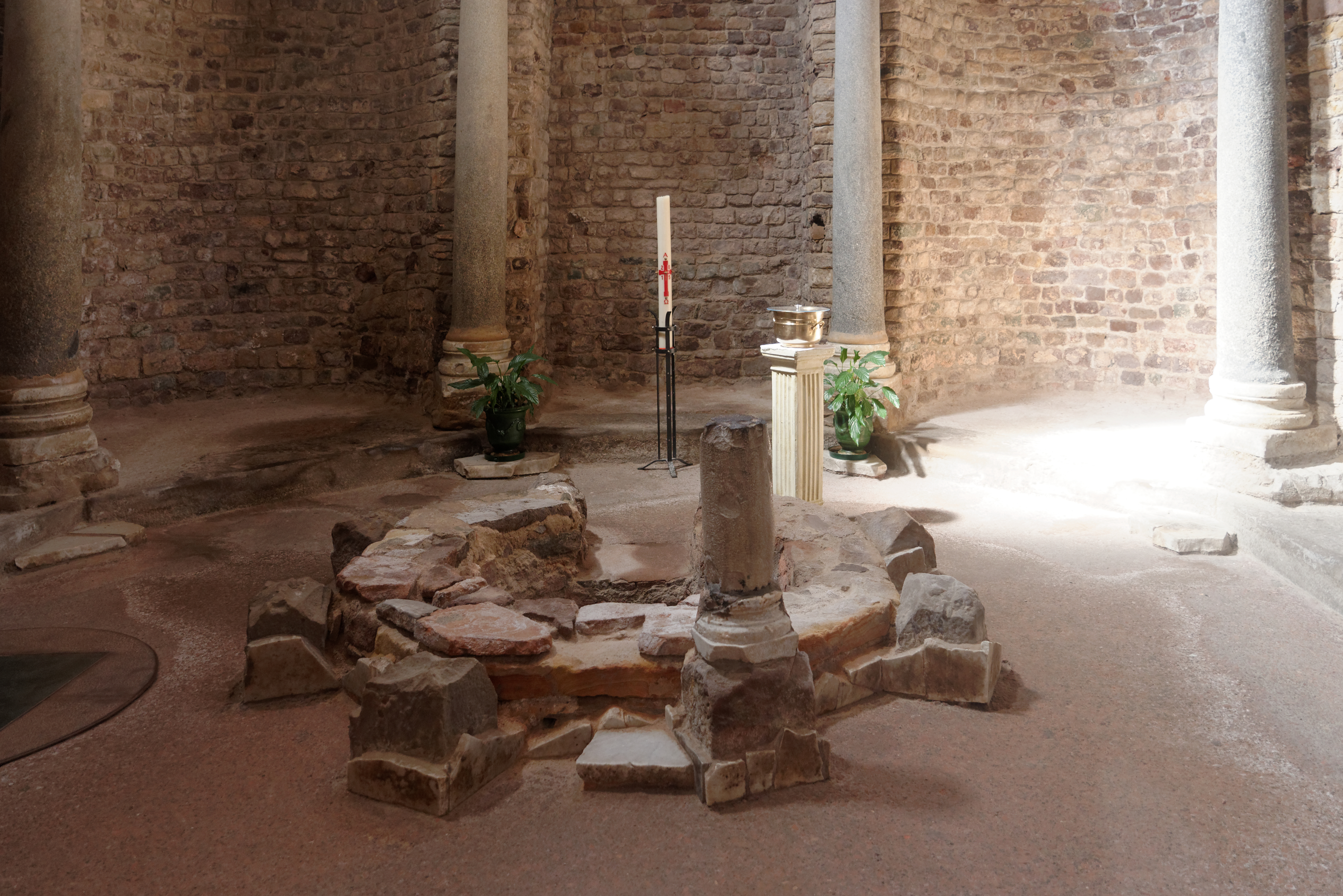
Le baptistère.
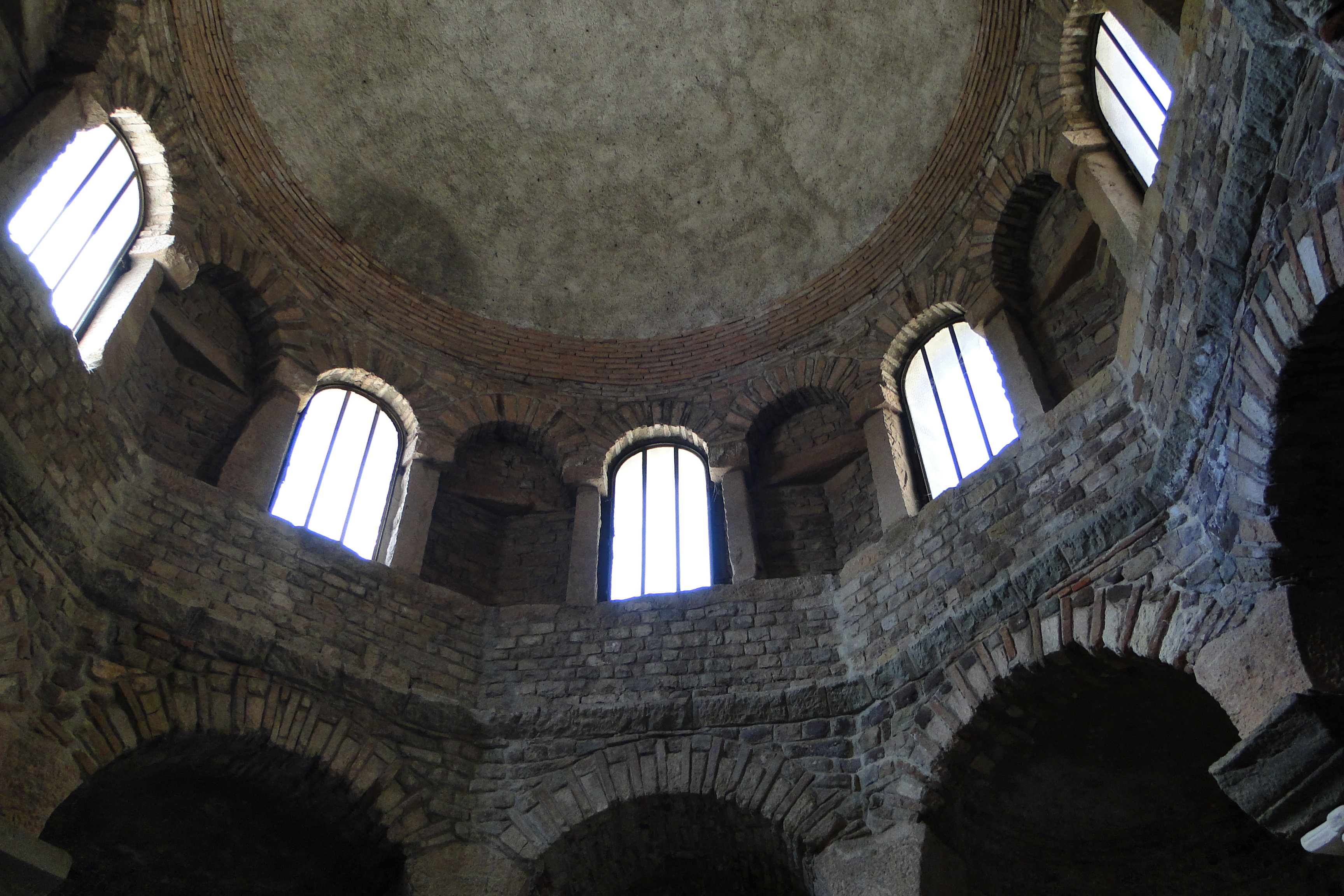
Coupole.
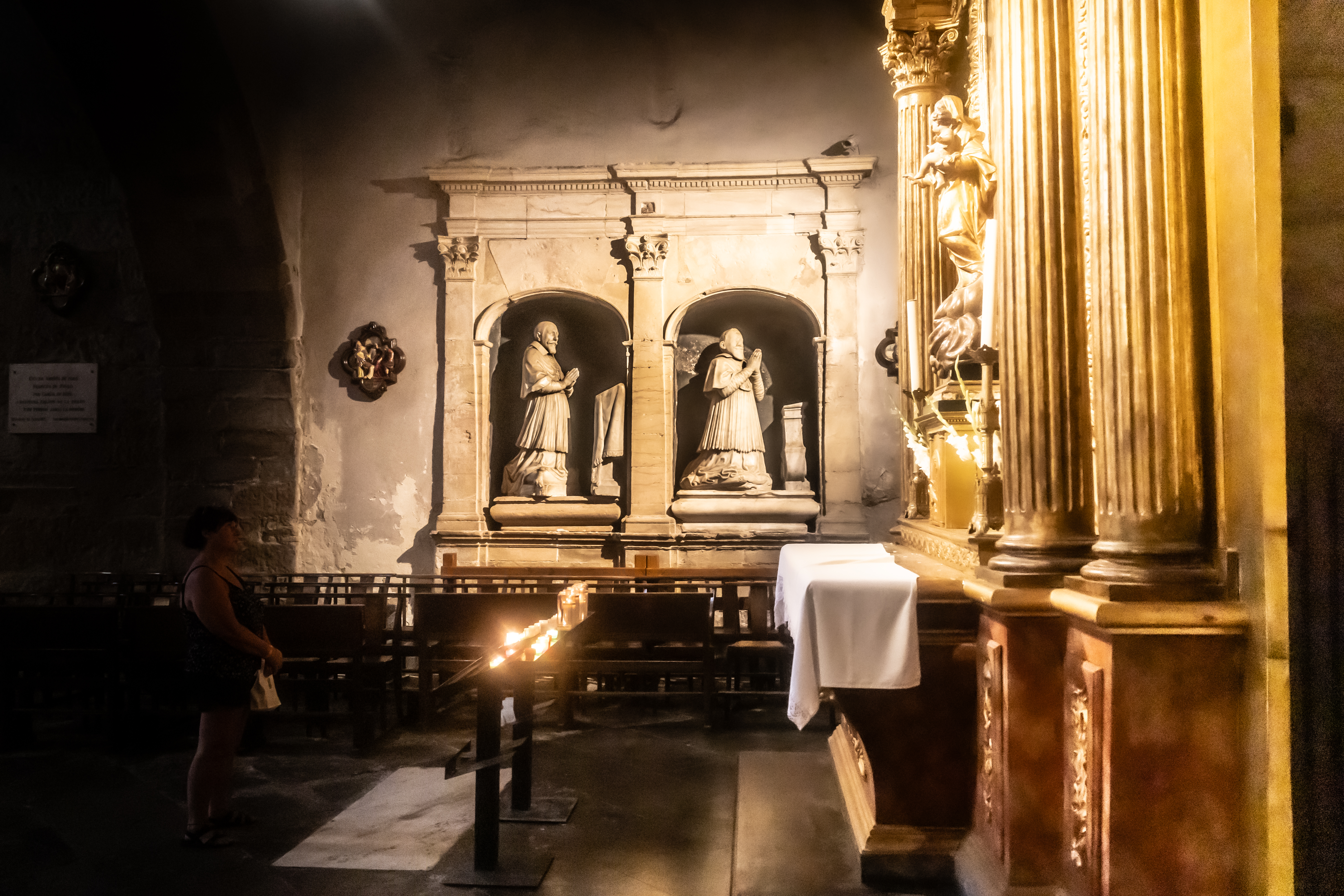
Intérieur de la cathédrale
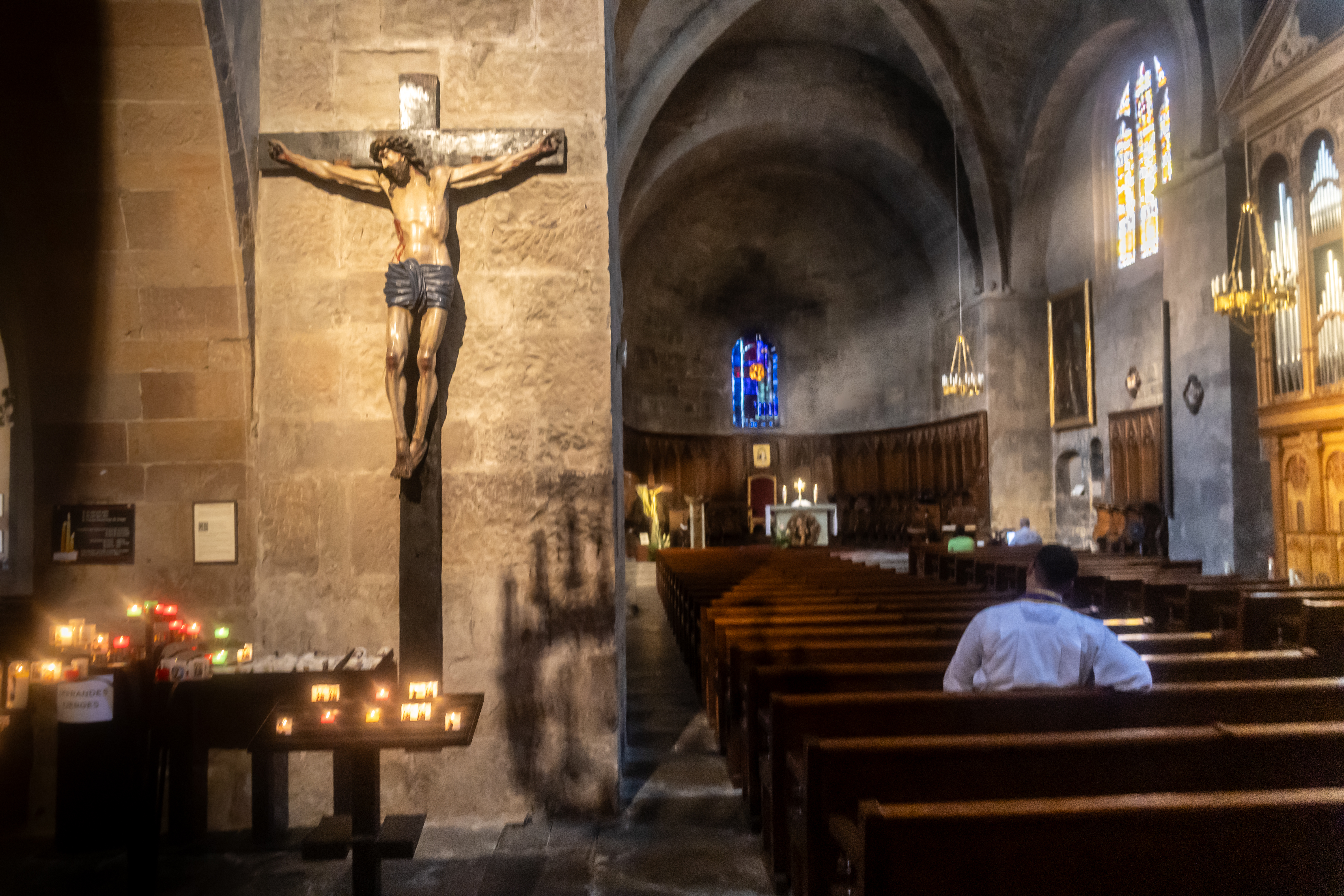
intérieur de la cathédrale

## Cloître

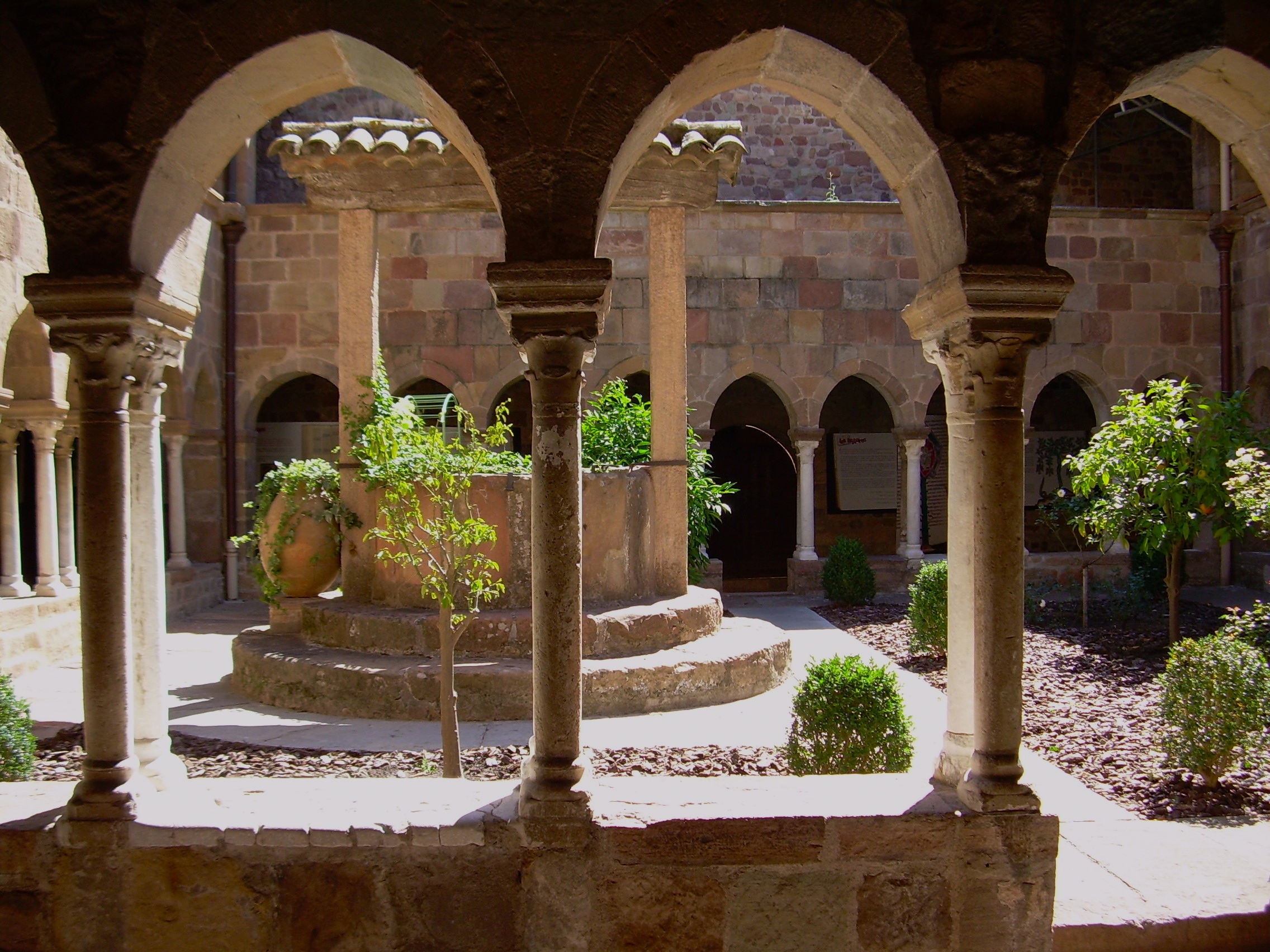
Vue de l'intérieur du cloître.

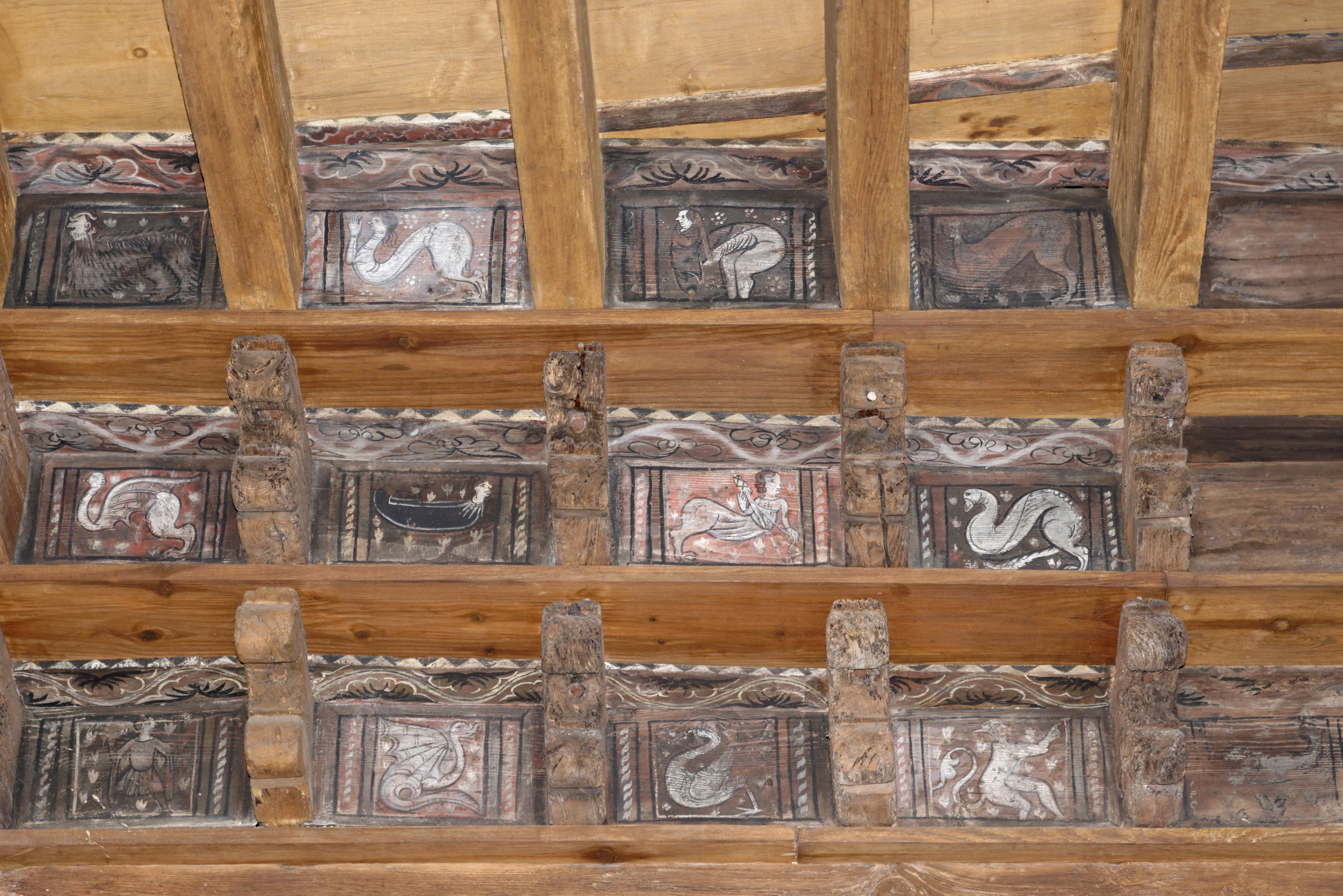
plafonds des galeries.

Le cloître roman à deux étages date du XIIe siècle. Il est classé au titre des Monuments historiques depuis 1875.
L'accès du cloître canonial se fait par la place qui se trouve sur le côté de la cathédrale, à partir de l’entrée située rue Fleury, le cloître étant au nord-est de celle-ci. Auparavant, les religieux pouvaient y accéder plus facilement en sortant de la nef et en montant des escaliers sur la droite. La salle qui se trouve à droite de l'entrée est réservée au musée archéologique municipal.
Le vieux puits au centre a été restauré entre 1922 et 1931 ainsi que le double escalier allant à l'étage.
Les plafonds des galeries offrent une collection de panneaux de bois peints des XIVe et XVe siècles, avec de jolies arcades retombant sur des colonnettes doubles. 
Elles sont peintes et décorées de personnages, d'animaux, et un bestiaire fantastique à travers plus de trois cents panneaux de pins. En 1969, certains de ces panneaux ont été restaurés, sous la conduite de Pierre Aujard, Architecte des bâtiments de France, par, entre autres, Cyril de La Patellière et Jean-André Bastiani.
L'étage donnant sur le cloître, dont il reste une galerie, est accessible par un escalier à double rampe. De petites colonnes corinthiennes datent du XIIIe siècle. La porte d'une salle voûtée est fermée avec une grille XVe siècle. 
De nos jours, des expositions temporaires se déroulent dans des salles restaurées en 1967 et situées au nord-est. Ce sont les salles du Vieux Fréjus.
Le cloître est aujourd'hui géré par le Centre des monuments nationaux.

### Maison duprévôt
À côté du cloître, se trouve la maison du prévôt datant d'après 1206.

## Les travaux réalisés lesXIXeetXXesiècles
Dès 1909 le principe de dégagement du cloître, envahi par des maisons privée, depuis la révolution, et la restauration d'ensemble du groupe épiscopal, selon le projet conçu par Jean-Camille Formigé, seront acquis. Mais les travaux ne seront réellement, pour la restitution de l'élévation paléochrétienne du baptistère et sur les bâtiments canoniaux, engagés qu'entre 1920-1930, sous la direction de son fils Jules Formigé.
Avec le débarquement des Forces alliées, le 15 août 1944, des bombardements touchèrent la voûte du narthex, la façade occidentale du cloître, les toitures, les vitraux du XIXe siècle ont été détruits disparurent, en particulier celui de l'abside de Notre-Dame. Furent aussi détruites les maisons au nord du cloître. Des restaurations furent nécessaires, tant pour effacer les dommages que pour mettre en valeur la salle septentrionale du cloître dont on put dès lors voir le bel appareil régulier.

### Les travaux réalisés à partir de 1952
L'architecte en chef des monuments historiques Paul Colas, qui avait succédé à Jules Formigé après 1945, fera effectuer divers travaux tels ceux relatifs à la protection du clocher touché par la foudre en janvier 1952.
En 1961 et 1962, Paul Colas fera procéder au décapage des murs et voûtes des nefs de Notre-Dame et Saint-Étienne, et à la démolition de la tribune des orgues, pour redonner son volume originel à l'entrée de l'édifice et aux tribunes qui flanquaient la dernière travée de Notre-Dame.
Les quatre clochetons qui flanquaient la partie octogonale du clocher ont été rétablis sous la maîtrise d'œuvre de Jean-Claude Yarmola  à l'occasion d'une restauration d'ensemble de cette partie du monument en 1986.
Puis, pour répondre à la fois aux nécessités de la liturgie et au nombre des fidèles d'une ville en plein développement, il apparut nécessaire de déplacer une nouvelle fois l'autel, offert par Mgr Emmanuel-François de Bausset-Roquefort en 1778 et restauré en 1895, et de gagner des places en abaissant le niveau de la troisième travée. La décision fut prise en 1987 et, dès l'été, des fouilles furent entreprises dans l'extrémité de la nef de Saint-Étienne où l'autel devait être placé.
Fin 1987, pour faire suite au souhait de la municipalité, les travaux de réaménagement du parvis, et de la place située devant l'hôtel de ville et la cathédrale ont été engagés sous la maîtrise d'œuvre de l'architecte des bâtiments de France Louis Martial Fahrner.  
Le projet de reconstruction d'un nouvel instrument, se référant en grande partie au style italien et destiné à la musique des XVIIe siècle et XVIIIe siècle, est approuvé en mai 1986. Un appel d'offres sur concours de projets permettait aux facteurs de proposer des solutions sur la base d'un travail d’expertise et d’étude, sous la maîtrise d'œuvre de Jean-Pierre Decavèle, technicien-conseil agréé, missionné comme expert-organier de la Direction de la Musique. Les travaux réalisés par le facteur d'orgues Pascal Quoirin, en collaboration avec le facteur Jean-Louis Loriaut nécessiteront plus de deux ans de travail et la réception interviendra en novembre 1991.

## Les Grandes Orgues

### Histoire
- 1600 : premier orgue connu
- 1778 : orgue réparé en 1806
- 1810 : orgue Borme-Gazel

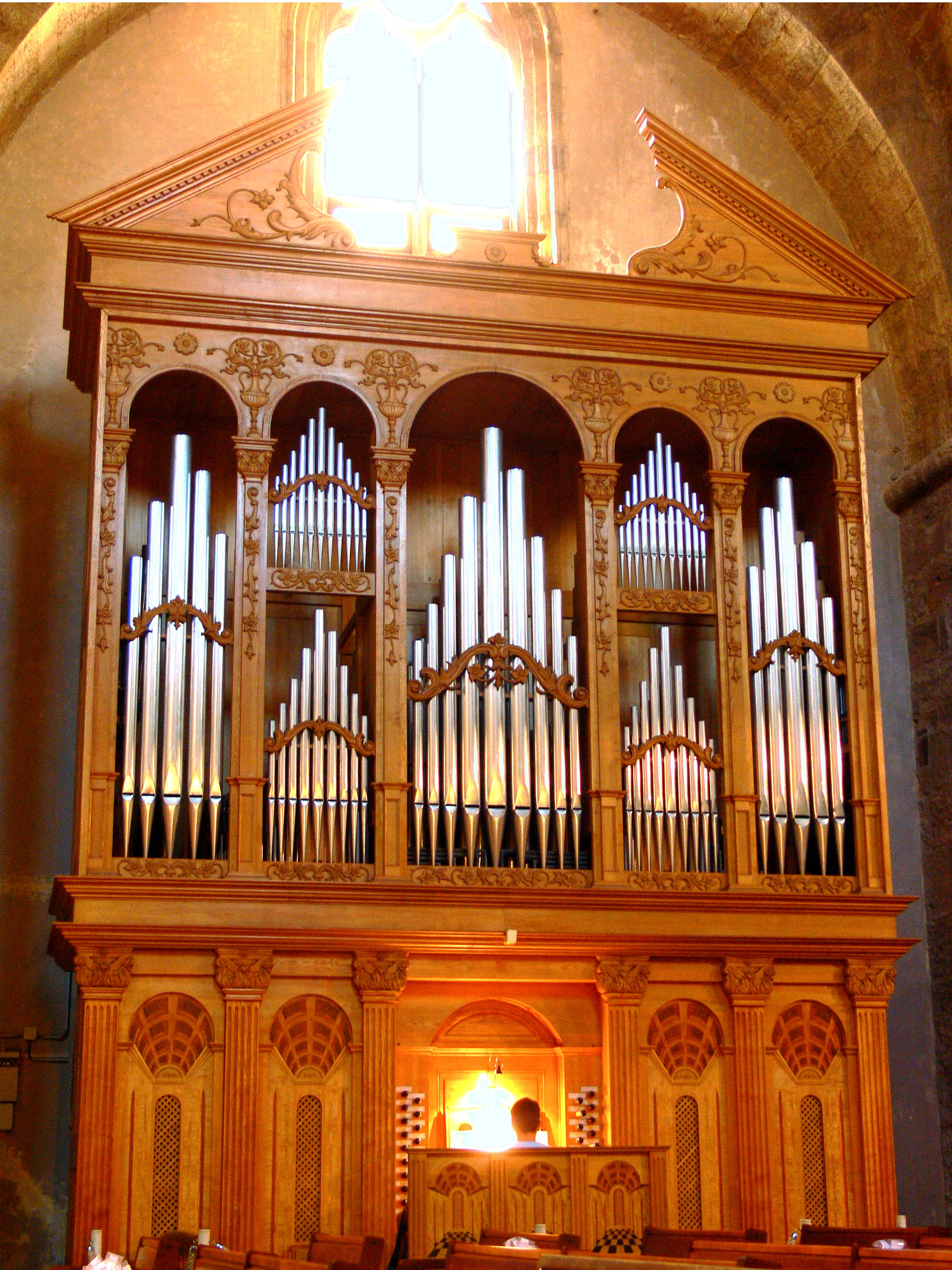
Orgue Quoirin 1991

- 1855 : commande d'un orgue de chœur avec son buffet à la Maison Cavaillé-Coll.
- 1856 : l'orgue de chœur devient un grand orgue.
- 1857 : réception de l'orgue Cavaillé-Coll.
- 1926 : restauration.
- 1944 : la cathédrale subit des bombardements. L'orgue est exposé au vent et à la poussière.
- 1952 : restauration de la cathédrale. L'orgue est déplacé et abandonné dans un coin. Des pièces sont gâtées ou  disparaissent par manque d'entretien pendant des années.
- 1962 : reconstruction d'un nouvel orgue.
- 1967 : inauguration de l'orgue Gonzales.
- 1986 : l'orgue est en mauvais état, un projet de reconstruction est approuvé par la commission des orgues non protégées au titre des monuments historiques[23]. Pendant ce temps, un petit orgue de remplacement est acheté. Il se trouve maintenant à la Chapelle Saint-François de Paule.
- 1991 : inauguration fin novembre de l'orgue Quoirin[24],[25],[26], Facteur d'orgues qui intervient par ailleurs pour la restauration du Grand orgue de Notre-Dame de Paris[27] épargné par l'incendie du 15 avril 2019.

### Composition de l'orgue
3 claviers de 56 notes, 1 pédalier de 30 notes. Transmission mécanique,.
| 1er clavier  | 2e clavier            | 3e clavier      | Pédalier    |
| ------------ | --------------------- | --------------- | ----------- |
| Bourdon 8    | Principal 16          | Principal 8     | Bourdon 16  |
| Octave 4     | Principal 8           | Voce umana 8    | Flûte 8     |
| Flûte 4      | Bourdon 8             | Flûte 4         | Flûte 4     |
| Nasard 2 2/3 | Octave 4              | Flûte 2 conique | Basson 16   |
| Doublette 2  | XIIe 2 2/3            | Flûte 1         | Trompette 8 |
| Flûte 2      | XVe 2                 | Sesquialtera    | Clairon 4   |
| Tierce 1 3/5 | XIXe 1 1/3            | Voix humaine 8  | -           |
| Plein Jeu    | XXIIe 1               | -               | -           |
| Cromorne 8   | Ripieno 1 (2/3 & 1/2) | -               | -           |
| -            | Ripieno 2 (1/3 & 1/4) | -               | -           |
| -            | Trompette 8           | -               | -           |
| -            | Clairon 4             | -               | -           |
| -            | Cornet 5 rangs        | -               | -           |

### Organistes
- Emmanuel Arakélian, Organiste titulaire[30]. En Janvier 2019, il est également nommé organiste titulaire “par quartier” auprès de Pierre Bardon à la prestigieuse tribune de la Basilique Sainte-Marie-Madeleine de Saint-Maximin-la-Sainte-Baume abritant le chef-d’œuvre du facteur d’orgue Jean-Esprit Isnard[31].
- À l'occasion des Journées du Patrimoine du dimanche 16 septembre 2018, un récital d'orgue a été donné à la Cathédrale Saint-Léonce par l'organiste Thomas Kientz, titulaire à Strasbourg des orgues de l'Église protestante Saint-Pierre-le-Jeune de Strasbourg et de l'orgue de chœur de la Cathédrale Notre-Dame de Strasbourg[32].

Les estivales de l'orgue :
- Les estivales de l’orgue : 1ère édition : 5 juillet 2015[33]; 2ème édition 7 août 2016[34]; 3ème édition : 22 juillet 2018[35]; 4ème édition 12 juillet 2020.
- Les Estivales Baroques : 1ère édition 25 juin 2017[36]; 2ème édition 19 mai 2019[37]; 3ème édition 18 juillet 2021.

## Les autres manifestations

### Programmation musicale et animations 2022 dans le cloître de la cathédrale
- le 7 juillet 2022 : Duo Intermezzo, Libertad. Un voyage au cœur de l'art d'Astor Piazzolla, par Marielle Gars au piano et Sébastien Authermayou au bandonéon[38],
- du 10 juin au 2 octobre Lumières du temps, dans les galeries du cloître. Photographier en noir et blanc aujourd'hui,
- les 17 et 18 septembre Journées européennes du patrimoine,
- 22 octobre Monument jeu d'enfant, Le temps de bâtisseurs. Ateliers et reconstitutions autour de l'histoire du chantier de construction du cloître. Animation par l'Association Les Médiévales de Les Arcs-sur-Argens[39],
- fin 2022, le cloître bénéficiera d'une mise en lumière exceptionnelle et pérenne de ses closoirs[40].

### Sources et bibliographie
- Archives départementales du Var :

La cathédrale de Fréjus et son cloître,
La cathédrale de Fréjus la Nef,
La cathédrale,
Intérieur de la cathédrale,
La cathédrale de Fréjus; le cloître et son puits,
La cathédrale de Fréjus. Un coin du cloître,
La cathédrale de Fréjus; Stalles et le lutrin en bois sculpté,
4 vues du cloître,
Le cloître,
La porte du cloître.
Histoire :
- Fréjus, ville d'art et d'histoire, Éditions du patrimoine, Centre des monuments nationaux, 145 p.Autour du groupe épiscopal. De la place Jean-Camille Formigé au Musée archéologique municipal, pp.40 à 57
- Trésors du patrimoine français : Fréjus la cathédrale Saint-Léonce
- Les Témoins du passé – La cathédrale Saint Léonce de Fréjus, par Jean-Marie Borghino, 27 février 2018
- Guy Désirat, Les Chapelles de Fréjus, Serre, 5 avril 2002, 71 p. (ISBN 978-2-86410-217-5)
- Robert Aujard, Un cloître médiéval livre son secret : l'Apocalypse de Fréjus, Plaisir de France, octobre 1970 (lire en ligne)p.28-35, 57

Les recherches et travaux :
- Les récents travaux réalisés dans le groupe épiscopal de Fréjus, par M. Paul-Albert Février, Bulletin de la Société nationale des Antiquaires de France  Année 1990  1988  pp. 257-264
- Palais épiscopal : De 1823 à 1988 : Histoire des travaux
- Archives nationales : Cultes. Travaux de restauration des cathédrales (1802-1906) : diocèses de Fréjus à Moulins, 2018
- Dossiers Monuments Historiques sur la base Patrimages
- Photothèque Archéologie sur la base Patrimages
- Bilan scientifique de la région Provence-Alpes-Côte d'Azur, Service régional de l'archéologie, 1994, Var : p. 177 à 226 (Fréjus pp. 189 à 196)
- Des guides techniques, édités par la direction du Patrimoine, fournissent désormais certaines précisions de base à inclure aux marchés de travaux[41].

L'ensemble épiscopal :
- Paul-Albert Février, Fréjus, le groupe épiscopal, Paris, Caisse Nationale des Monuments Historiques et des Sites, 1981, 64 p. (ISBN 2-85822-044-1)Petites Notes sur les Grands Édifices
- Balade historique dans Fréjus : Le groupe épiscopal classé Monument Historique, pp. 27 à 51
- Groupe épiscopal de Fréjus
- Fréjus, ensemble épiscopal
- L'actuelle mairie ex-évêché

Les évêques :
- Liste des évêques de Fréjus et Toulon. Mgr Dominique Rey, né le 21 septembre 1952 à Saint-Étienne, est évêque de Fréjus-Toulon depuis 2000.
- Saint Léonce, évêque de Fréjus (✝ 433)
- Les premiers évêques : Acceptus (374) refuse son élection
- Les Evêques de Fréjus. du VIe au XIIIe siècle, par H. Espitalier
- Ambition et pouvoir autour de la cathédrale de Fréjus. Des Camelin à l’abbé Sieyès, par Frédéric d'Agay
- Emmanuel-François de Bausset-Roquefort (6 août 1766 – dépose sa charge en 1801)

La cathédrale :
- Robert Doré, « Fréjus. Cathédrale », dans Congrès archéologique de France. 95e session. Aix-en-Provence et Nice. 1932, Paris, Société française d'archéologie, 1933 (lire en ligne), p. 291-298
- Élisabeth Sauze, Michel Fixot, La cathédrale Saint-Léonce et le groupe épiscopal de Fréjus, Centre des monuments nationaux, 1er juillet 2004, Collection « Cathédrales de France »,  (ISBN 2858227241),  (ISBN 978-2858227242)
- Abside de la nef de la cathédrale Notre Dame de Fréjus

Le baptistère :
- Jules Formigé, « Fréjus. Baptistère », dans Congrès archéologique de France. 95e session. Aix-en-Provence et Nice. 1932, Paris, Société française d'archéologie, 1933 (lire en ligne), p. 277-290
- Alphonse Donnadieu, « Le baptistère de Fréjus (Var). Sa filiation orientale, sa piscine carolingienne », Comptes rendus des séances de l'Académie des Inscriptions et Belles-Lettres, t. 88, no 2,‎ 1944, p. 277-291 (lire en ligne)
- Cathédrale Saint-Léonce, baptistère, cloître sur la base Patrimages

Le cloître :
- Robert Doré, « Fréjus. Cathédrale. Cloître et chapitre », dans Congrès archéologique de France. 95e session. Aix-en-Provence et Nice. 1932, Paris, Société française d'archéologie, 1933 (lire en ligne), p. 299-303
- L'ancien évêché de Fréjus et les peintures de son cloître, par M. Élie Lambert, Bulletin de la Société nationale des Antiquaires de France  Année 1959  1957  pp. 100-104
- Plafond du cloître, sur patrimages.culture.gouv.fr/monumentHistorique/
- Fréjus , le cloître de la cathédrale Saint Léonce
- L'Imagier de Fréjus - Les plafonds du cloître de la cathédrale
- Colette Dumas, Découvre et colorie. Le cloître de la Cathédrale de Fréjus, Éditions de la Nerthe, 2000, coll.  « Patrimoine »,  (ISBN 2913483119),  (ISBN 978-2913483118)
- Fréjus (Var) - Cathédrale Saint-Léonce - Cloître

Évêché
- Robert Doré, « Fréjus. Cathédrale. L'évêché », dans Congrès archéologique de France. 95e session. Aix-en-Provence et Nice. 1932, Paris, Société française d'archéologie, 1933 (lire en ligne), p. 303-306

Le mobilier :
- Patrimoine mobilier de la cathédrale Notre-Dame de l'Assomption Saint-Léonce, sur www.pop.culture.gouv.fr/
- Le nouveau mobilier liturgique de la cathédrale de Fréjus

Les orgues :
- Historiques des différentes orgues de la cathédrale Saint-Léonce de Fréjus
- L'atelier de facture d'Orgues Pascal Quoirin

### Discographie
- Discographie de l'association Les Amis de la Cathédrale de Fréjus